# 学校神职修士会广场

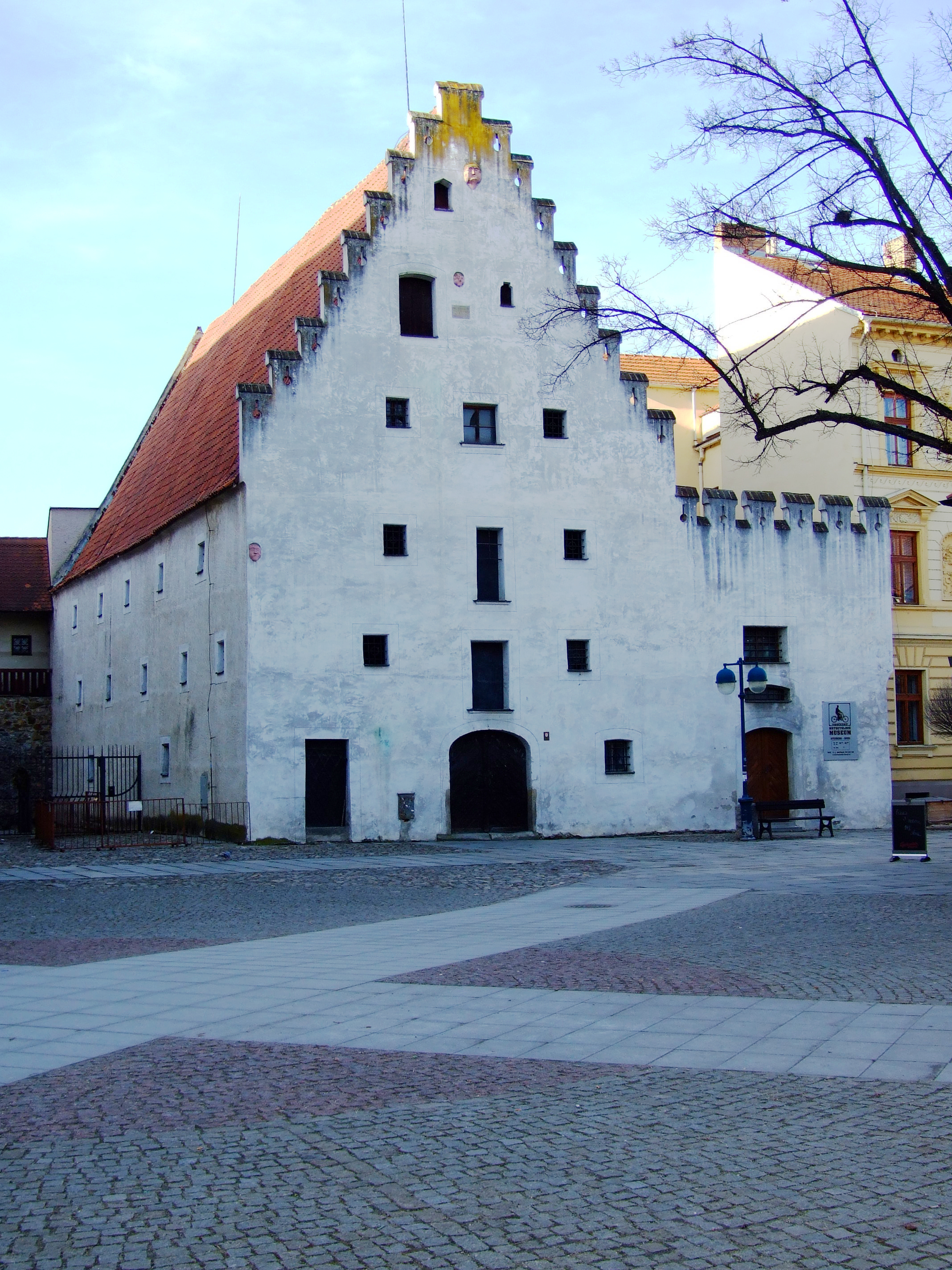
学校神职修士会广场的摩托车博物馆

学校神职修士会广场（Piaristické náměstí）位于捷克布杰约维采历史中心前公墓所在地，在普热米斯尔·奥托卡二世广场西北约100米，附近有学校神职修士会街（Piaristická ulice）。  
目前的广场系1995年铺设，一些石头来自于过去位于这个地方的墓地。在18世纪，曾对13世纪的墓地和史前遗迹进行了考古研究。广场南侧毗邻多明我会修道院和献圣母于主堂（Kostel Obětování Panny Marie），这是该市最古老的具有历史价值的建筑物，建于1265年建城之初，修道院毗邻15世纪的多边形堡垒，北侧是南波希米亚摩托车博物馆。
48°58′34″N 14°28′19″E / 48.976°N 14.472°E